# Aerenicopsis pugnatrix
Aerenicopsis pugnatrix är en skalbaggsart som först beskrevs av Lane 1966.  Aerenicopsis pugnatrix ingår i släktet Aerenicopsis och familjen långhorningar. Inga underarter finns listade i Catalogue of Life.